# 敵、ある愛の物語
『敵、ある愛の物語』（原題：Enemies, A Love Story）は、1989年制作のアメリカ合衆国の映画。
アイザック・バシェヴィス・シンガー原作の小説の映画化。ポール・マザースキー監督。第55回ニューヨーク映画批評家協会賞で監督賞（ポール・マザースキー）と助演女優賞（レナ・オリン）を、第24回全米映画批評家協会賞で助演女優賞（アンジェリカ・ヒューストン）を受賞。

## あらすじ
1949年、ニューヨーク。第二次世界大戦中のホロコーストで妻子を失ったポーランド出身のユダヤ人ハーマンは、自分を匿ってくれた命の恩人である女中のヤドウィガと結婚し、ラビのレンベックの事務所で働いていた。そんな彼には、やはりホロコースト生還者であるマーシャという愛人がおり、しばしば彼女と密会していた。
しかしある日、ハーマンの前に死んだはずの妻タマラが現れ、ハーマンは重婚状態となってしまう。ハーマンはマーシャを加えた3人の中からいずれを選ぶのか、究極の選択を迫られる。

## キャスト
- ハーマン・ブローダー：ロン・シルヴァー（吹替：羽佐間道夫）
- タマラ：アンジェリカ・ヒューストン（吹替：沢田敏子）
- マーシャ・トートシャイナー：レナ・オリン（吹替：小宮和枝）
- ヤドウィガ：マルガレート・ゾフィ・シュタイン（吹替：幸田直子）
- レンベック：アラン・キング（吹替：中庸助）
- シフラ：ジュディス・マリナ
- ヤシャ・コビク：エリヤ・バスキン
- レオン・トートシャイナー：ポール・マザースキー